# Devils Thumb (Antarktika)
Devils Thumb (englisch für „Daumen des Teufels“) ist ein 245 m hoher und felsiger Hügel an der Scott-Küste des ostantarktischen Viktorialands. Er ragt im Zentrum des Devils Ridge unmittelbar westlich des Granite Harbor auf.
Teilnehmer der Terra-Nova-Expedition (1910–1913) unter der Leitung des britischen Polarforschers Robert Falcon Scott kartierten und benannten ihn.